# Handroanthus chrysanthus
Handroanthus chrysanthus là một loài thực vật có hoa trong họ Chùm ớt. Loài này được (Jacq.) S.O.Grose mô tả khoa học đầu tiên năm 2007.